# Corneliu Zelea Codreanu

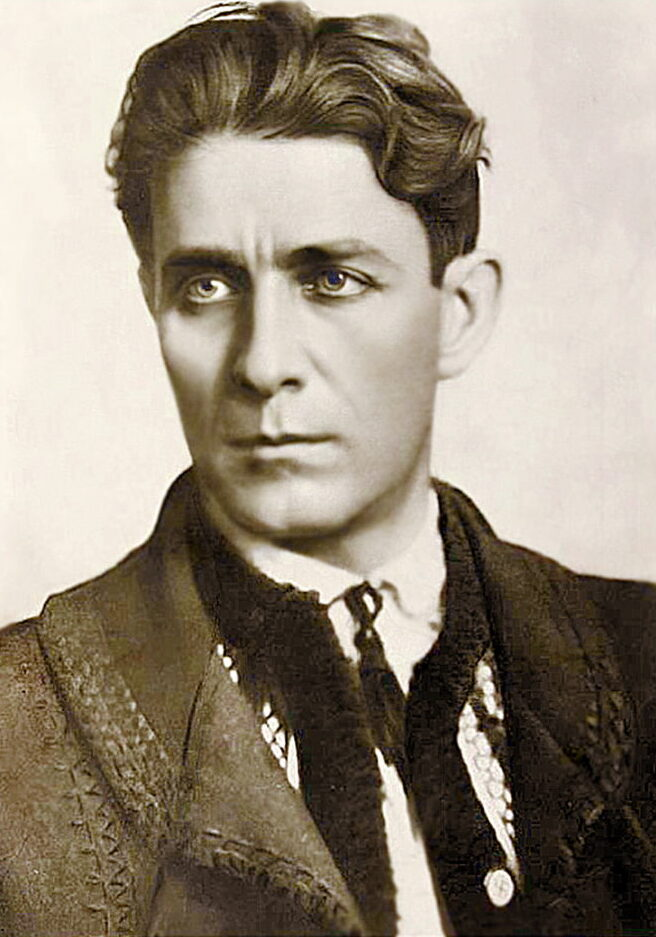
Corneliu Zelea Codreanu

Corneliu Zelea Codreanu geboren als Corneliu Codreanu (Huși, 13 september 1899 - Tâncăbești, 30 november 1938), was een Roemeens politicus en fascist. Hoewel de geboortenaam van zijn vader Ion Zelinski was, veranderde hij die in Ion Zelea Codreanu, dus de geboortenaam van Cornelius was niet Corneliu Zelinski. Hij was de stichter van de fascistische IJzeren Garde.

## Achtergrond en opleiding
Corneliu Zelea Codreanu werd op 13 september 1899 met de naam Corneliu Codreanu geboren in Huși. Zijn vader, later een bekend politicus binnen de IJzeren Garde, was Ion Zelea Zelinski (nadien Ion Zelea Codreanu). Zijn vader was geboren in Oostenrijks Boekovina, zijn moeder, Elisabeth (Eliza) Brauner, was een etnische Duitser. Het feit dat hij voor de helft Roemeens was, belette hem niet een overtuigd nationalist te worden. Zijn vader was ook een overtuigd nationalist en onderhield contacten met extreemrechtse en antisemitische figuren zoals professor Alexandru C. Cuza, hoogleraar aan de Universiteit van Iași.
Corneliu Codreanu was te jong om in 1916, tijdens de Eerste Wereldoorlog, dienst te nemen in het leger. Hij was hierover zeer teleurgesteld en volgde een opleiding aan de militaire school van Bacău (waaraan ook Petre Pandrea, later een linkse activist, een opleiding volgde). Zijn opleiding aan die school eindigde nog in hetzelfde jaar als gevolg van de bezetting van Bacău door de Duitsers. In 1918 verloor Roemenië Rusland, zijn voornaamste bondgenoot tijdens de oorlog toen dit land, inmiddels geregeerd door de bolsjewieken, op 3 maart het vredesverdrag van Brest-Litovsk met de Centrale mogendheden (Duitsland, Oostenrijk-Hongarije, Osmaanse Rijk en Bulgarije) tekende. Op 7 mei 1918 zag Roemenië zich gedwongen de Vrede van Boekarest met de Centralen te tekenen. Codreanu, altijd al anti-Slavisch, zag de bolsjewieken als voornaamste oorzaak voor de capitulatie van Roemenië. Zijn anticommunisme werd groter nadat de in Rusland opgerichte Communistische Internationale de communisten in Roemenië ertoe bewoog om in opstand te komen tegen de regering. Met name in Moldavië bleken de communisten en linkse socialisten op een redelijke aanhang te kunnen rekenen. In het speciaal in Iași, waar Codreanu sinds 1919 aan de universiteit in die stad rechten studeerde, konden de communisten en linkse socialisten op enige aanhang rekenen. In de periode hierna nam het kabinet onder premier Ion I.C. Brătianu maatregelen tegen de communisten (onderdrukking van de communistisch getinte rellen in Boekarest in 1919) en later het verbod op de Roemeense Communistische Partij (PCR) in mei 1921. Het socialisme bleek in Roemenië overigens verder weinig populair: De gematigde Sociaaldemocratische Partij speelde tijdens het interbellum een marginale rol en het ledental van de (illegale) PCR oversteeg nooit de 2.000. Toch bleef Codreanu altijd maar waarschuwen voor het "rode gevaar," dat echter, objectief gezien, niet bestond in het vooroorlogse Roemenië.
In 1919 sloot Codreanu zich aan bij de Garde voor Nationale Bewustwording (Garda Conștiinței Naționale, GCN), een extreemrechtse groep rondom de elektricien Constantin Pancu, die de arbeiders probeerden te winnen voor het nationalisme en hen weg te houden van het communisme. Ze beloofden rechten voor de arbeiders. De GCN bleek een weinig betekenisvolle beweging en ging later op in de Volkspartij (PP) van generaal Alexandru Averescu. Overigens bleef de steun van de arbeiders voor Codreanu later ook grotendeels uit, wat betreft steun voor zijn ideeën moest hij het hebben van de intellectuelen en de Boerenbevolking - met name bij de kleine boeren.

## Fascisme en antisemitisme
Corneliu Codreanu volgde tijdens zijn studie in Iași ook colleges bij Alexandru C. Cuza, een vriend van zijn vader. Cuza, die aanvankelijk lid was van de Nationaal-Democratische Partij (PND) van Nicolae Iorga, scheidde zich in 1922 van die partij af en richtte de Nationale Christelijke Unie (later Nationale Christelijke Partij geheten) op. Deze partij was geïnspireerd op het Italiaanse fascisme van de Nationaal Fascistische Partij van Benito Mussolini. Codreanu voelde zich aangetrokken door de ideeën van Mussolini en Cuza. Hij was betrokken bij het breken van stakingen - dezelfde tactiek die ook Mussolini's fascisten volgden - en eiste een beperking van het aantal Joden voor hoger onderwijs. Codreanu kwam naar voren als de leider van de GCN en de leden van die groep waren betrokken bij vechtpartijen met tegenstander. Als gevolg hiervan werd Codreanu van de universiteit gestuurd, maar kon dankzij de interventie van Cuza en anderen toch weer terugkeren. Hij studeerde echter nooit formeel af.
Aan het begin van de jaren 20 studeerde Codreanu in Jena, Duitsland. Terwijl hij daar studeerde stond hij kritisch tegenover de Weimarrepubliek. In 1922 prees hij Mussolini's Mars op Rome, waarna de fascisten in Italië de macht grepen. In december 1922 keerde hij halsoverkop naar Roemenië terug toen hij hoorde dat de regering van de Nationaal-Liberale Partij (Brătianu) Joden en andere minderheden (waaronder de redelijk grote Roemeense Grieks-katholieken). De toekenning van gelijke rechten voor de minderheden, dat wil zeggen niet-Roemeens-orthodoxen, was een doorn in het oog voor antisemieten als Codreanu. Terug in Roemenië richtte hij met Cuza de Nationale Christelijke Verdedigingsliga op om te protesteren tegen de Roemeense grondwet van 1923. De Nationale Christelijke Verdedigingsliga hield protestmarsen en bood een petitie aan bij de regering. De regering nam deze ongeïnteresseerd in ontvangst. Daar de Liga er niet in slaagde haar ideeën door te drukken besloot Codreanu een plan uit te denken om premier Brătianu te vermoorden. Een medelid van de Liga verried Codreanu echter in oktober 1923 bij de politie en hij werd gearresteerd. De zaak kwam nooit voor omdat de Roemeense wet het plannen van een samenzwering niet verbood. Codreanu en zijn medesamenzweerders kwamen vrij. Ion Moța, de vertaler van de  Protocollen van de wijzen van Sion spoorde de verrader op en vermoordde hem. Moța werd vrijgesproken en werd in 1925 lid van de Liga.

## Legioen van de aartsengel Michaël
Corneliu Codreanu en Cuza waren het op organisatorisch vlak niet met elkaar eens. Codreanu wilde de Liga uitbouwen tot een organisatie op militaire leest geschoeid, terwijl Cuza hier niets van wilde weten. Uiteindelijk kwam het tot een breuk. Tijdens Codreanu's voorarrest in de gevangenis van Văcărești, Boekarest was hij van plan een jeugdorganisatie op te richten binnen de Liga. Hij kwam op de naam Legioen van de aartsengel Michaël. In de gevangenis kerk bevond zich een grote icoon van de aartsengel Michaël die een gehele wand besloeg. Dit was de reden dat hij deze naam voor de jeugdbeweging bedacht. Toen hij op vrije voeten kwam, richtte hij het Legioen als onderdeel van de Liga op. Lidmaatschap van het Legioen was exclusief voorbehouden voor een selecte groep personen die trouw zwoeren aan Codreanu en hem, en niemand anders, als leider erkenden. Het Legioen leek op een bloedbroederschap en was ook mystiek van karakter. Dit was niet zo verwonderlijk, daar Codreanu altijd een zeer mystiek persoon was. Het Legioen was georganiseerd via een cellenstructuur. Iedere cel (cuib; letterlijk "nest") telde dertien leden. Om toe te treden tot een cel moest men met eigen bloed de eed schrijven en het bloed van de andere leden uit een Miskelk drinken. Op deze wijze was men "tot de dood" broeders.
Codreanu wilde het Roemeens-orthodoxe karakter van Roemenië behouden. Het Oude Koninkrijk Roemenië was, afgezien van een kleine minderheid, volledig Roemeens-orthodox, maar na de vereniging van Roemenië met Transsylvanië (Zevenburgen) en andere gebieden na de Eerste Wereldoorlog, kwamen er ook mensen met andere godsdiensten bij (bijvoorbeeld protestanten en Grieks-katholieken). Codreanu en zijn medeleden van het Legioen trokken naar het platteland - er werden overigens ook onvoldoende successen geboekt in de steden, behalve onder intellectuelen en studenten - waar zijn de kerkgangers bij het binnengaan of verlaten van de kerk trachtten te winnen voor hun ideologie. De Legionairs gingen gekleed in witte gewaden gekleed tijdens deze acties en beschuldigden de Joden ervan dat zij Christus hadden vermoord. Soms besteeg Codreanu - in het wit gekleed, met een kruis en een zakje met Roemeense aarde rond de nek - een schimmel en reed in de schemering door het boerenlandschap waardoor hij net een engel leek. De boerenbevolking was voor een deel gecharmeerd door Codreanu en zijn boodschap en hij werd door hen vereerd als een heilige. Volgens sommigen was hij de incarnatie van de aartsengel Michaël zelf. Volgens Codreanu was het Legioen een mystieke orde voor "alle Roemenen, toegewijd aan een heroïsch bestaan."
Op 6 mei 1924 kwamen de Legionairs bijeen. De bijeenkomst liep uit de hand en de politieprefect, Constantin Manciu, gaf agenten de opdracht de Legionairs te arresteren. Codreanu en anderen werden opgepakt en tijdens hun voorarrest mishandeld door agenten. Dankzij ingrijpen van Cuza kwam hij weer snel op vrije voeten. Codreanu besloot wraak te nemen en vermoordde Manciu op 24 oktober. Men wist geen neutrale jury te vinden, waarna werd besloten dat Codreanu niet hoefde te worden berecht.
Corneliu Codreanu trouwde hierna met Elena Illinoiu. Tijdens dit huwelijk vormden 90.000 mensen een bruidsprocessie.

## Parlementslid
Codreanu besloot na zijn huwelijk naar Frankrijk te vertrekken om zijn rechtenstudie te voltooien. Vóór zijn vertrek besloot men een aanslag op Codreanu te plegen, maar deze mislukte. Moța, zojuist vrijgelaten uit de gevangenis, ondernam represailles en werd weer voor enige tijd gevangenisstraf veroordeeld.
Codreanu studeerde in Grenoble, maar keerde in 1926 weer terug naar Roemenië. In dat jaar stelde hij zich kandidaat voor het Roemeense parlement. Hij werd niet gekozen, maar kreeg toch behoorlijk wat stemmen. Het kwam tot een volledige breuk met Cuza en het Legioen werd een zelfstandige politieke partij. De Nationale Christelijke Verdedigingsliga werd kort hierna ontbonden. Onder de regering van premier Iuliu Maniu (Nationale Boerenpartij, PNŢ) werd het Legioen niet getolereerd, zeker niet nadat Codreanu in juli 1930 pogroms in Maramureș en Bessarabië probeerde uit te lokken. Daarnaast probeerden Legionairs politici - waaronder onderstaatssecretaris van Binnenlandse Zaken Constantin Angelescu - en journalisten te vermoorden. Premier Gheorghe Mironescu en minister van Binnenlandse Zaken Ion Mihalache (beiden PNŢ) verboden het Legioen van de aartsengel Michaël in januari 1931. Codreanu werd gearresteerd, maar weer hoefde hij niet voor de rechter te verschijnen: In februari 1931 kwam hij weer op vrije voeten.
Het Legioen profiteerde van de Grote Depressie als gevolg van de beurskrach van 1929. In 1931 werd Codreanu, profiterend van het conflict tussen koning Carol II en de Nationale Boerenpartij (PNȚ), in het Roemeense parlement gekozen. Hij vormde de Groep Corneliu Zelea Codreanu. Naast Codreanu zelf werden ook zijn vader Ion Zelea Codreanu in het parlement gekozen. Mihai Stelescu, een jonge medestander van Codreanu die de beweging het Witte Kruis leidde, werd ook in het parlement gekozen.

## IJzeren Garde
Later dat jaar fuseerden het Legioen en het Witte Kruis tot de IJzeren Garde (Garda de Fier). Codreanu werd Căpitanul ("Kapitein") en Stelescu zijn plaatsvervanger. In 1932 kreeg de IJzeren Garde 2,4% van de stemmen bij de parlementsverkiezingen, goed voor 4 zetels. Het kabinet van premier Alexandru Vaida-Voevod (PNȚ) verzette zich niet tegen de groei van de IJzeren Garde en tolereerde haar. Na de machtsovername van Hitler in Duitsland (1933) keerde Codreanu zich van het Italiaanse fascisme af en wendde zich - tot spijt van Stelescu - tot het Duitse nationaalsocialisme, dat hij uiteindelijk volledig omhelsde. In datzelfde jaar werd Ion Duca, de voorzitter van de Nationaal-Liberale Partij (PNL) premier. Hij ondernam stappen tegen de IJzeren Garde. Duca beschuldigde Codreanu ervan dat hij een marionet was van de Duitse nazipartij. Op 30 december 1933 werd Duca op het treinstation van Sinaia doodgeschoten door een Gardist. Direct hierna dook Codreanu onder. De regering sloeg hard terug en Gardisten en sympathisanten arresteren. Later beschuldigde Stelescu Codreanu dat hij was ondergedoken bij de neef van de Joodse minnares van de koning, Magda Lupescu en zich op zijn onderduikadres laatdunkend had uitgelaten over de Garde die hij, aldus Stelescu, "corrupt" noemde. Later werd Codreanu gearresteerd, maar werd vrijgesproken door een jury die uitgesproken pro-IJzeren Garde was.
In 1935 scheidde Stelescu zich van de IJzeren Garde af. Stelescu richtte de Roemeense Kruisvaarders (Cruciada Românismului) op die meer georiënteerd was op het Italiaanse fascisme. In 1936 tijdens een jeugdcongres te Târgu Mureș, keurde Codreanu de vorming van doodseskaders goed. Een van die doodseskaders was de Decemviri onder Ion Caratănase vermoordde in 1936 Stelescu. Een andere doodseskader was de Nicadori. In dat jaar stierven partijprominenten Ion Moța (opvolger van Stelescu als vicevoorzitter van de IJzeren Garde) en Vasile Marin bij hun deelname aan de Spaanse Burgeroorlog aan de kant van de nationalistische factie.
Onder premier Gheorghe Tătărescu (PNL) (1934-1937) en minister Ion Inculeț van Binnenlandse Zaken, hield de onderdrukking van de IJzeren Garde op. Dit behoorde tot de tactiek van de koning die op die manier hoopte dat de Garde gematigder zal worden. De Garde profiteerde juist van deze situatie en bouwde haar macht verder uit en in 1937 deed de politieke tak van de Garde, de Alles voor het Vaderland Partij (Totul Pentru Țară) mee met de verkiezingen en behaalde 15,6% van de stemmen, goed voor 66 zetels. De TPȚ werd hiermee de derde partij van het land. Als fractieleider werd generaal Gheorghe Cantacuzino-Grănicerul, een oorlogsheld uit de Eerste Wereldoorlog. Koning Carol wilde de Garde buiten de regering houden en benoemde Cuza tot premier. Hij vormde een kabinet met de Nationale Agrarische Partij van Octavian Goga. Net als Cuza was ook Goga een antisemiet. Roemenië kreeg zijn eerste openlijk antisemitische regering. De koning hoopte dat veel mensen die op Garde stemden tevreden zouden zijn over deze zet en dat de Garde bij nieuwe verkiezingen niet zoveel stemmen zou behalen. Premier Cuza probeerde de macht van de Garde te vergroten door de paramilitaire afdeling, de Lăncieri ("Lanciers"), toe te staan zich bewapenen. De regering deelde zelfs blauwe hemden (equivalent van Hitlers bruinhemden en Mussolini's zwarthemden) uit aan Lăncieri! Het Cuza/Goga-kabinet viel reeds in februari 1938, na twee maanden aan de macht te zijn geweest. De koning verbood hierop alle politieke partijen en benoemde Patriarch Miron Cristea, een persoon die niet partijgebonden was, tot premier van een regering van nationale eenheid. Een nieuwe autoritaire grondwet werd geïntroduceerd die de koning veel macht gaf en de "Koninklijke Dictatuur" was een feit.

## Dood van Codreanu
Het verbod op politieke partijen trof ook de IJzeren Garde. Corneliu Codreanu beschuldigde de koning van alle problemen in het land en dit lag volgens Codreanu grotendeels aan de invloed van de Joodse minnares van de koning, Lupescu. Het verbod op de IJzeren Garde werd strikt uitgevoerd. Minister van Binnenlandse Zaken Armand Călinescu verbood ook de publicaties van de partijkranten van Garde en verklaarde haar activiteiten als volstrekt in strijd met de nieuwe grondwet. Codreanu werd gearresteerd wegens laster tegen oud-premier Nicolae Iorga - die Codreanu beschuldigde van samenwerking met de koning - en op beschuldiging van hoogverraad tot 10 jaar dwangarbeid veroordeeld (april 1938). Gardisten die niet waren gearresteerd ondernamen terroristische acties.
Korte tijd na de veroordeling van Codreanu bezocht koning Carol de Berghof, de residentie van Hitler in de Beierse Alpen. Hitler was niet van plan de Garde te steunen (maar Hitler maakte wel duidelijk dat hij Codreanu een betere dictator vond, dan de koning). De koning voelde zich gesterkt om af te rekenen met de leiding en vooral met Codreanu. Op 30 november werd gemeld dat Codreanu, Nicadori en Decemviri waren gedood "op de vlucht." Het is echter aannemelijker dat de veertien personen bij Tâncăbesti (nabij Boekarest) door de gendarmerie waren vermoord (gewurgd en doodgeschoten). De lijken werden begraven in de gevangenistuin van Jilava. De opvolger van Codreanu als Căpitanul van de IJzeren Garde werd Horia Sima.
Op 25 november 1940, de dag dat maarschalk Ion Antonescu samen met de Gardisten van Horia Sima een regering begon (de zgn. Nationale Legionaire Staat), werd er een onderzoek gestart naar de dood van Codreanu en de dertien anderen. Tijdens het onderzoek werden de lichamen opgegraven. Dit veroorzaakte zo'n woede onder de Gardisten dat zij op 26 november 46 politieke gevangenen doodden. Vervolgens werden op 27 en 28 november nog meer mensen gearresteerd en geëxecuteerd, zoals Iorga en Virgil Madgearu. Een tribunaal van de Legionairs sprak Codreanu postuum vrij van de aanklachten van 1938.

## Na Codreanu
Na de dood van Codreanu werd hij door extreemrechts verheerlijkt als een heilige en martelaar. De invloed van de Garde bleef groeien en haar activiteiten bleven doorgaan. Maarschalk Antonescu, sinds september 1940 dictator (Conducator) van Roemenië, ergerde zich aan de gewelddadige acties van de Garde. Antonescu vroeg en verkreeg toestemming om de Garde in januari 1941 te verbieden. Horia Sima - die naar Duitsland vluchtte - en andere prominente Gardisten werden in Duitsland in concentratiekampen gestopt en kwamen pas vrij na de val van Antonescu (23 augustus 1944).
Tegenwoordig zijn de ideeën van Codreanu nog steeds populair onder Roemeense rechts-extremisten. Gigi Becali, de eigenaar van de voetbalclub Steaua Boekarest en voorzitter van de uiterst rechtse Nieuwe Generatiepartij, zegt dat hij Codreanu bewondert en probeert tegelijkertijd de symbolen en de retoriek van de Garde over te nemen.